# Pueblo de San Juan

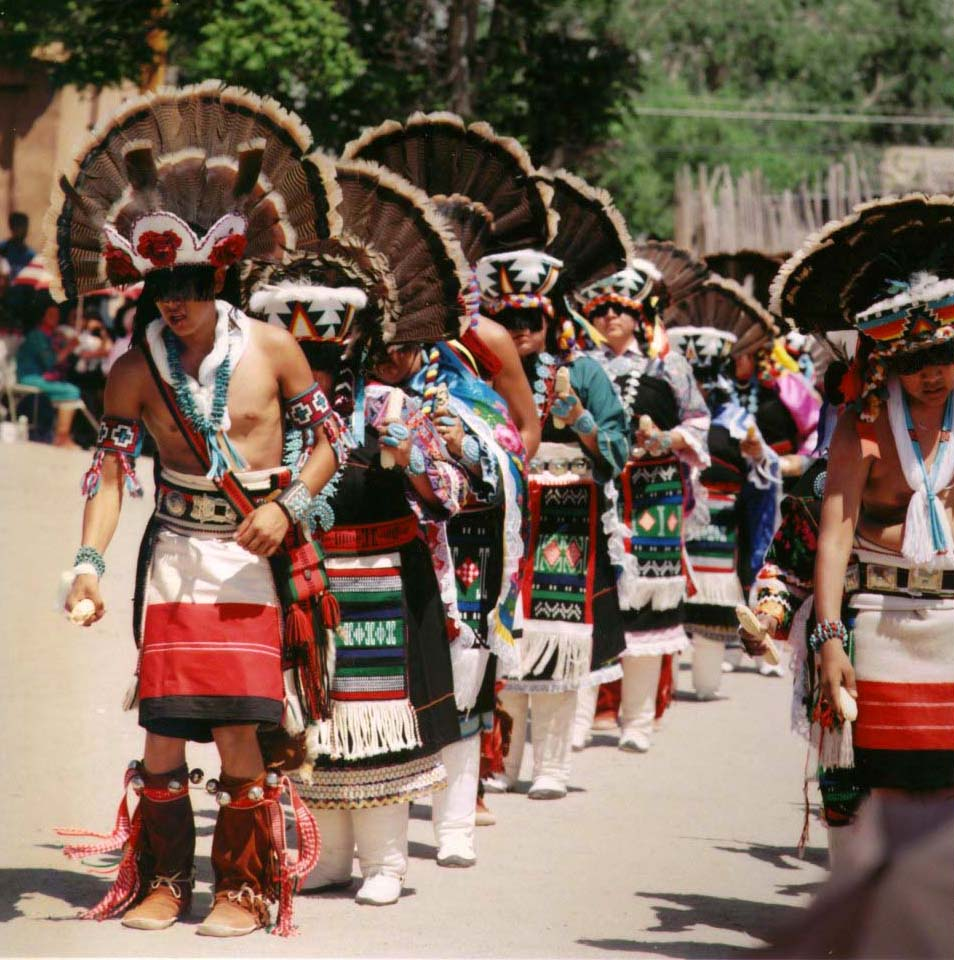
Danzantes de Ohkay Owingeg.

Los San Juan u Ohkay Owingeh ('lugar del pueblo fuerte') son una tribu pueblo de lengua tewa (grupo de lenguas kiowa-tanoanas). Viven en el pueblo llamado durante el período colonial San Juan, y actualmente Ohkay Owingeh en Nuevo México, situado en la confluencia del río Chama y el río Grande. El censo de 1980 contabilizó 495 parlantes de la lengua indígena de los tewa de Ohkay Owingeh. El famoso líder Popé originario de la localidad de Ohkay Owingeh pertenecía a este grupo.
Según datos del BIA de 1995, su asentamiento tenía 12 000 acres y 2300 personas apuntadas al rol tribal. Según el censo de 2000, había censados 324 individuos como San Juan.
- Datos: Q925772